# Digital LG Quiz
Digital LG Quiz là cuộc thi kiến thức trên truyền hình dành cho học sinh trung học phổ thông của Philippines lên sóng trên GMA Network vào 10h30 sáng thứ 7 hàng tuần (sau này là 10h00 sáng Chủ nhật) từ năm 1999, với người dẫn chương trình là Paolo Bediones và Regine Tolentino. Chương trình đã được thay đổi format và đổi tên thành Digital LG Challenge vào năm 2003, với người dẫn chương trình là Paolo Bediones và Bianca Araneta. Chương trình kết thúc vào năm 2004.

## Luật chơi
Mỗi trường trung học gửi tới một học sinh đại diện (và một học sinh dự bị), là học sinh năm hai hoặc một học sinh cuối cấp tham dự chương trình. Giải pháp thay thế thí sinh sẽ chỉ diễn ra nếu thí sinh đại diện không thể xuất hiện trong lần dự thi đầu tiên cho trường ở mỗi năm thi. Ví dụ: Nếu thí sinh đại diện vượt qua cuộc thi tuần, nhưng thí sinh đó không thể có mặt ở cuộc thi tháng, trường của học sinh đó sẽ mất quyền tham dự cuộc thi tháng. Nhưng nếu trường gửi tới học sinh dự bị và thí sinh đầu tiên đủ điều kiện cho cuộc thi tháng, thì học sinh dự bị sẽ là học sinh đại diện cho trường tham dự cuộc thi tháng. Một năm của cuộc thi diễn ra từ tháng Mười đến tháng Bảy.
Để trở thành nhà vô địch của năm, thí sinh phải giành chiến thắng trong các cuộc thi tuần, cuộc thi tháng và cuộc thi quý và chung kết năm.
Trong cuộc thi tuần, bốn học sinh đại diện cho bốn trường sẽ tham gia (cách lựa chọn thí sinh phụ thuộc vào lịch ghi hình được sắp xếp sẵn). Thí sinh có số điểm cao nhất ở cuối chương trình sẽ giành chiến thắng trong cuộc thi tuần.
Nếu có hai thí sinh trở lên có cùng số điểm cao nhất ở cuối chương trình, một phần thi câu hỏi phụ sẽ được diễn ra để tìm ra thí sinh chiến thắng (Áp dụng cho tất cả các cuộc thi tuần, tháng, quý và trận chung kết năm).
Hai trận thi tuần khác sẽ được tổ chức, vào tuần thứ tư của tháng, một trận thi tháng sẽ được tổ chức, trong đó có sự tham gia của ba thí sinh giành giải nhất của cuộc thi tuần và thí sinh có số điểm nhì cao nhất của ba cuộc thi tuần (vé vớt).
Nếu có hai thí sinh trở lên có cùng số điểm nhì cao nhất của tháng, một bài kiểm tra viết sẽ được thực hiện (Năm thứ nhất) hoặc chương trình sẽ tổ chức phần thi câu hỏi phụ (các năm sau) để tìm ra thí sinh đủ điều kiện vào cuộc thi tháng. (Điều này cũng được áp dụng để tìm ra thí sinh có số điểm nhì cao nhất của quý đủ điều kiện vào cuộc thi quý.)
Quá trình sẽ được lặp lại cho đến khi tìm ra ba thí sinh nhất tháng. Vào tháng thứ tư, ba thí sinh nhất tháng, cộng với người có điểm số nhì cao nhất trong cuộc thi tháng, sẽ tham dự cuộc thi quý.
Quá trình sẽ được lặp lại cho đến khi có bốn thí sinh nhất quý (không có vé vớt cho thí sinh nhì quý). 4 thí sinh nhất quý sẽ gặp nhau trong trận chung kết năm.

## Giải thưởng
- Cuộc thi tuần: Giải thưởng tiền mặt ₱12,000 dành cho người chiến thắng, trường của học sinh chiến thắng nhận được một chiếc TV của nhà tài trợ LG Electronics.
- Cuộc thi tháng:

Năm 1: Giải thưởng tiền mặt trị giá ₱32,000 dành cho người chiến thắng, trường của học sinh chiến thắng nhận được một chiếc TV của nhà tài trợ LG Electronics.
Năm 2-5: Giải thưởng tiền mặt trị giá ₱24,000 dành cho người chiến thắng, trường của học sinh chiến thắng nhận được một chiếc TV của nhà tài trợ LG Electronics.
- Cuộc thi quý:

Năm 1: Một suất học bổng trị giá ₱128,000 dành cho người chiến thắng, trường của học sinh chiến thắng nhận được một chiếc TV của nhà tài trợ LG Electronics.
Năm 2-5: Một suất học bổng trị giá ₱96,000 dành cho người chiến thắng, trường của học sinh chiến thắng nhận được một chiếc TV của nhà tài trợ LG Electronics.
- Chung kết năm:

Năm 1: Một suất học bổng trị giá ₱1,280,000 dành cho nhà vô địch.
Năm 2-5: Một suất học bổng trị giá ₱1,125,000 dành cho nhà vô địch, trường của học sinh chiến thắng nhận được một chiếc TV của nhà tài trợ LG Electronics.

## Các phần thi
Mỗi chương trình có năm vòng thi và mỗi thí sinh được tặng 100 điểm ở đầu chương trình.

### Password
Từng thí sinh sẽ lần lượt giải "mật khẩu". Mỗi thí sinh sẽ có 1 "mật khẩu" khác nhau để giải. Trong trận chung kết năm, những thí sinh còn lại (trừ thí sinh ở vị trí số 1) được đưa vào một buồng cách âm do 4 thí sinh cùng giải 1 "mật khẩu". Chỉ có một "mật khẩu" cần tìm cho mỗi thí sinh, mà các thí sinh phải xác định thông qua năm manh mối trong một phút (các năm đầu là 30 giây). Nếu thí sinh giải được mật khẩu ở gợi ý đầu tiên, thí sinh ghi được 50 điểm, gợi ý thứ hai - 40 điểm và cứ thế đến khi hết 5 gợi ý. Khi tất cả các gợi ý được đọc ra mà chưa hết 1 phút (trước đây 30 giây), MC sẽ lại đọc lại từ gợi ý đầu tiên, thí sinh giải đúng ghi được 10 điểm. Nếu thí sinh không tìm được "mật khẩu" trong một phút, thí sinh đó sẽ không ghi được điểm nào. Trong trận chung kết năm, mỗi thí sinh hoàn thành phần thi của mình sẽ ở lại vị trí thi đấu.

### Picture Puzzle
- Phiên bản 1 (2 năm đầu): Có 6 mảnh ghép trên màn hình lớn với 6 lĩnh vực khác nhau: Lịch sử, Khoa học - Công nghệ, Văn hóa, Thể thao, Nghệ thuật, Chính trị & Những sự kiện hiện tại. Đằng sau mỗi mảnh ghép là bức hình của nhân vật được nhắc tới trong câu hỏi. Lần lượt từng thí sinh (từ trái qua phải) chọn một con chip, thí sinh bấm chuông để giành quyền trả lời. Thí sinh trả lời đúng mỗi câu hỏi ghi được 30 điểm, và bức hình trên mảnh ghép sẽ hiện ra (đó là ảnh của nhân vật được nhắc tới trong câu hỏi). Thí sinh đầu tiên trả lời sai thì 1 trong 3 thí sinh còn lại bấm chuông để giành quyền trả lời câu hỏi. Việc bấm chuông sẽ lặp lại cho đến khi hoặc cả bốn thí sinh trả lời sai, hoặc ở bất cứ thời điểm nào có thí sinh trả lời đúng câu hỏi, hoặc sau 5 giây không có thí sinh nào bấm chuông giành quyền trả lời. Nếu không có thí sinh nào trả lời đúng câu hỏi ứng với bất cứ mảnh ghép nào, MC sẽ đọc đáp án của câu hỏi và hình ảnh ứng với nhân vật được nhắc tới trong câu hỏi sẽ được hiển thị.
- Phiên bản 2 (Năm thứ 3 trở đi): Một bức ảnh bí ẩn được ẩn giấu sau 9 mảnh ghép (trước đây là 6). Mỗi mảnh ghép ẩn chứa một câu hỏi, thí sinh bấm chuông để giành quyền trả lời. Nếu trả lời đúng, thí sinh ghi được 30 điểm và có cơ hội giải nội dung của bức tranh. Thí sinh đầu tiên trả lời sai thì 1 trong 3 thí sinh còn lại bấm chuông để giành quyền trả lời câu hỏi. Việc bấm chuông sẽ lặp lại cho đến khi hoặc cả bốn thí sinh trả lời sai, hoặc ở bất cứ thời điểm nào có thí sinh trả lời đúng câu hỏi, hoặc sau 5 giây không có thí sinh nào bấm chuông giành quyền trả lời. Câu trả lời cho mỗi câu hỏi tương ứng với mảnh ghép chính là một gợi ý liên quan đến bức ảnh ẩn đằng sau các mảnh ghép. Thí sinh chỉ được quyền giải nội dung của bức ảnh khi trả lời đúng câu hỏi và thí sinh đó chỉ có 5 giây để giải bức ảnh cho mỗi lần trả lời đúng. Thí sinh giải đúng nội dung bức ảnh sẽ ghi được thêm 50 điểm và phần chơi kết thúc ngay lập tức, ngược lại thí sinh sẽ phải chia tay phần chơi này.

### Think-Tac-Toe
Trên màn hình lớn là chín chiếc đĩa bay được sắp xếp theo bảng 3x3. Mỗi thí sinh sẽ được chỉ định một màu để đánh dấu trên bảng. Trò chơi áp dụng luật chơi của trò chơi cờ ca-rô. Mỗi chiếc đĩa bay tương ứng với một câu hỏi, thí sinh bấm chuông để giành quyền trả lời. Thí sinh trả lời đúng ghi được 10 điểm và chiếc đĩa bay sẽ hiển thị màu tương ứng với màu của thí sinh. Thí sinh đầu tiên trả lời sai thì 1 trong 3 thí sinh còn lại bấm chuông để giành quyền trả lời câu hỏi. Trả lời đúng vẫn ghi được 10 điểm và chiếc đĩa bay sẽ hiển thị màu tương ứng với màu của thí sinh bấm chuông trả lời thêm, trả lời sai thì 1 trong 2 thí sinh còn lại bấm chuông để giành quyền trả lời câu hỏi. Việc bấm chuông sẽ lặp lại cho đến khi hoặc cả bốn thí sinh trả lời sai, hoặc ở bất cứ thời điểm nào có thí sinh trả lời đúng câu hỏi, hoặc sau 5 giây không có thí sinh nào bấm chuông giành quyền trả lời. Nếu không có thí sinh nào trả lời đúng câu hỏi ứng với bất cứ chiếc đĩa bay nào, MC sẽ đọc đáp án của câu hỏi và dĩ nhiên, chiếc đĩa bay đó không thể chọn lại. Thí sinh nào tạo được một đường "tic-tac-toe" (3 chiếc đĩa bay cùng màu nằm theo hàng ngang, hàng dọc hoặc đường chéo) sẽ ghi thêm 50 điểm và vòng thi kết thúc. Trong trường hợp không có thí sinh nào tạo được một đường "tic-tac-toe" sau khi cả chín chiếc đĩa bay được đánh dấu bằng màu, vòng thi kết thúc mà không có thí sinh nào nhận được 50 điểm thưởng.

### Blockbusters
Sáu clip ngắn sẽ được chiếu trên màn hình lớn cho 4 thí sinh, tất cả đều liên quan đến nhạc pop hoặc điện ảnh. Mỗi đoạn clip tương ứng với 1 câu hỏi liên quan. Thí sinh bấm chuông để giành quyền trả lời. Thí sinh trả lời đúng mỗi câu hỏi ghi được 30 điểm. Thí sinh đầu tiên trả lời sai thì 1 trong 3 thí sinh còn lại bấm chuông để giành quyền trả lời câu hỏi. Trả lời đúng vẫn ghi được 30 điểm, trả lời sai thì 1 trong 2 thí sinh còn lại bấm chuông để giành quyền trả lời câu hỏi. Việc bấm chuông sẽ lặp lại cho đến khi hoặc cả bốn thí sinh trả lời sai, hoặc ở bất cứ thời điểm nào có thí sinh trả lời đúng câu hỏi, hoặc sau 5 giây không có thí sinh nào bấm chuông giành quyền trả lời.

### Megabytes
Có chín con chip máy tính trên màn hình lớn. Mỗi con chip gắn với một chủ đề (Các năm thi sau này sẽ mặc định: Chip thứ 9 có chủ đề Toán học và chip thứ 6 có chủ đề Nghệ thuật). Lần lượt từng thí sinh (từ trái qua phải) chọn một con chip, thí sinh bấm chuông để giành quyền trả lời và có 5 giây suy nghĩ. Bảy trong số chín con chip là con chip thông thường. Nếu trả lời đúng, thí sinh ghi được 30 điểm nhưng thí sinh sẽ bị trừ 10 điểm nếu trả lời sai. Thí sinh đầu tiên trả lời sai thì 1 trong 3 thí sinh còn lại bấm chuông để giành quyền trả lời câu hỏi. Việc bấm chuông sẽ lặp lại cho đến khi hoặc cả bốn thí sinh trả lời sai, hoặc ở bất cứ thời điểm nào có thí sinh trả lời đúng câu hỏi, hoặc sau 5 giây không có thí sinh nào bấm chuông giành quyền trả lời. Nếu không có thí sinh nào trả lời đúng câu hỏi ứng với bất cứ con chip thường nào, MC sẽ đọc đáp án câu hỏi và dĩ nhiên, con chip đó không thể chọn lại. 
Hai trong số chín con chip là con chip đặc biệt, được gọi là "Digital Edge Chips". Thí sinh chọn phải con chip này sẽ được hỏi để quyết định trả lời câu hỏi ứng với con chip này hoặc chuyển câu hỏi ứng với con chip này cho 3 thí sinh còn lại. Trong trường hợp thí sinh đầu tiên chọn chuyển câu hỏi ứng với con chip này cho 3 thí sinh còn lại, thí sinh bấm chuông nhanh nhất trong 3 thí sinh còn lại (trong thời gian 5 giây) sẽ được trả lời thay câu hỏi đó. Nếu không có thí sinh lựa chọn "trả lời câu hỏi" ứng với con chip "Digital Edge Chips", MC sẽ đọc đáp án câu hỏi, con chip này coi như đã bị bỏ qua và không thể chọn lại. Thí sinh đó phải trả lời câu hỏi ứng với con chip "Digital Edge Chips" này. Nếu trả lời đúng, thí sinh sẽ ghi được 60 điểm nhưng nếu trả lời sai sẽ bị trừ toàn bộ 60 điểm của câu hỏi (Sau này, khi chương trình đổi sang format "Kapuso", thí sinh sẽ chỉ bị trừ 30 điểm nếu sai) và MC sẽ đọc đáp án luôn. Nếu câu hỏi ứng với con chip được chọn có chủ đề Toán học, thí sinh có 30 giây để trả lời câu hỏi.

## Các trận chung kết
Năm thứ nhất (1999-2000)
- Benjo Delarmente - Trường trung học La Salle Greenhills, Mandaluyong - 40 điểm
- Mark Andrew Lim - Trường trung học khoa học Manila, Manila - 280 điểm
- Brian C. Lagason - Trường trung học khoa học khu vực, thành phố Olongapo - 310 điểm [1]
- Celeste "Akee" Castro - Đại học Khoa học và Công nghệ Nueva Ecija, Cabanatuan, Nueva Ecija - 120 điểm

Năm thứ 2 (2000-2001) 
- Chrysanthus Herrera - Trường trung học Khoa học Philippines, Thành phố Quezon - 280 điểm
- Andrew John Lena - Trường trung học khoa học Manila, Manila - 390 điểm
- Jayjay Atienza - Trường trung học đặc biệt Mary Immaculate Parish, Las Piñas - 290 điểm
- Jeb Bersana - Trường Elizabeth Seton, Las Piñas - 120 điểm

Năm thứ 3 (2001-2002) 
- Laurence Lloyd Parial - Đại học Khoa học và Công nghệ Nueva Ecija - Cơ sở San Isidro, San Isidro - 320 điểm [4]
- Renerio Salonga - Trường trung học Makati Hope Christian, Makati
- Jed Yabut - Trường trung học Colegio de San Juan de Letran, Manila
- Renz Jerome Caliguia - Học viện St. Vincent, Apalit, Pampanga

Năm thứ 4 (2002-2003)
- John Sithli Mendoza - Trường trung học Khoa học Makati, Thành phố Makati [5]
- Carmen Fernandez - Trung tâm OB Montessori, Thành phố Quezon
- Miguel Karlo De Jesus - Trường trung học khoa học Manila, Manila
- John Carlo B. Timbol - Trường trung học khoa học Philippines-Diliman, thành phố Quezon

Năm thứ 5 (2003-2004)
- Joseph Sy - Trường trung học La Salle Greenhills, Mandaluyong
- Milli Pangilinan - Đại học St. Paul, Thành phố Quezon
- Emir T. Hembrador - Trường trung học Novaliches, thành phố Quezon
- John Jacob Perez - Trường quốc tế châu Á Fortridge, Makati [6]

## Giải thưởng
- Chương trình trò chơi truyền hình hay nhất - Giải Ngôi sao Truyền hình của Câu lạc bộ Báo chí Điện ảnh Philippines (2001)
- Người dẫn chương trình trò chơi truyền hình xuất sắc nhất (Paolo Bediones và Regine Tolentino) - Giải Ngôi sao Truyền hình của Câu lạc bộ Báo chí Điện ảnh Philippines (2001)

## Phiên bản quốc tế

### Phiên bản Indonesia
Một phiên bản Indonesia của Digital LG Quiz mang tên Digital LG Prima được phát sóng trên Indosiar (Indonesia), với người dẫn chương trình Iszur Muchtar và Shahnaz Haque. Chương trình được phát sóng từ ngày 6 tháng 5 năm 2000 đến ngày 28 tháng 8 năm 2004.

### Phiên bản Việt Nam (Bản chính)
Trước khi Digital LG Quiz được công chiếu, một phiên bản tiếng Việt của Digital LG Quiz mang tên Đường lên đỉnh Olympia tại Việt Nam trên VTV3 được phát sóng từ ngày 28 tháng 3 năm 1999 đến nay, với thời gian phát sóng hơn 25 năm.

### Phiên bản Thái Lan
Chương trình được mang tên "Digital LG Quiz - Golden Bell" nhưng diễn ra với format hoàn toàn khác. Phiên bản Thái Lan của Digital LG Quiz được dựa trên chương trình Golden Bell Challenge của đài KBS tại Hàn Quốc, và là phiên bản của chương trình Rung chuông vàng tại Việt Nam.

### Phiên bản Kazakhstan
Sau 7 tháng phiên bản chính ra đời, Trước khi phiên bản Philippines ra đời Vào ngày 23 tháng 10 cùng năm, Vào ngày 3 tháng 10 năm 1999, phiên bản Kazakhstan của Đường lên đỉnh Olympia lên sóng kênh Khabar với tên gọi Лидер XXI века (Tiếng Kazakh: XXI Ғасыр Көшбасшысы, tiếng Việt: Nhà lãnh đạo thế kỉ XXI) do LG Electronics tài trợ. Chương trình dành cho học sinh lớp 9, 10 và 11 (học sinh lớp 12 không được tham gia)
Kazakhstan là phiên bản Olympia có tuổi đời dài thứ hai trong số các chương trình Olympia trên thế giới (sau Đường lên đỉnh Olympia của Việt Nam), trước phiên bản Nga 1 năm sau đó. Chương trình đã tạm ngưng phát sóng vào năm 2015 sau cuộc thi Quý 1 năm thứ 16 và trở lại trong năm 2021.

### Phiên bản Nước Nga
Sau hơn 1 năm Kazakhstan Ra đời & 8 tháng trước khi phiên bản Ukraine ra đời, Phiên bản nước Nga của Digital LG Quiz với tên gọi Я знаю всё! (Tiếng Việt: Tôi biết hết!)
Kênh được phát sóng trên kênh TV-6 (ТВ-6) & Một Số Kênh lân cận Nước Nga & Cộng đồng các Quốc gia Độc lập (Tiếp chuyển hoặc Thu lại) do LG Electronics là tài trợ chính
Chương trình được phát sóng vào ngày 15 tháng 10 năm 2000, với 2 cặp người dẫn chương trình bao gồm Vladimir Dolinsky và Elizaveta Oliferova (2000 - 2001), Pyotr Kuleshov (2001), Sau đó là Boris Bim-Bad và Tina Kandelaki (2001 - 2002), Sau phiên bản Kazakhstan, Philippines & Việt Nam,
Phiên bản Nga có tuổi đời dài thứ ba trong số các chương trình Đường lên đỉnh Olympia Hoặc Digital LG Quiz trên thế giới, 2 ngày trước TB-6 ngưng phát sóng & Thay thế bằng Kênh NTV Plus Sport (Tương tự mặt đất, 2002 & Vệ tinh, Trước 2016), Tiếp đến là TBC Moscow (Tương tự mặt đất, 2002 - 2003), RTR Sports Hoặc Sports Planeta/Russia 2 (2003 - 2015), Match TV (Tương tự mặt đất) & Match Country (Tương tự mặt đất, 2019 - nay).
Chương trình đã khép lại sứ mệnh vào ngày 19 tháng 1 năm 2002.

### Phiên bản Ukraine
Sau gần 2 năm Kazakhstan ra đời & 8 tháng sau Phiên bản Nước Nga ra đời, Không giống như phiên bản Philippines, Thì phiên bản Ukraine Lên sóng với tên gọi LG Еврика (Tiếng Anh: LG Quiz Hoặc Tiếng Nga: LG Эврика) trên Kênh truyền hình TW Inter (Інтер) vào ngày 2 tháng 6 năm 2001 với 2 cặp người dẫn chương trình bao gồm Mila Makarevich và Igor Kondratyuk, sau đó là Lyubov Kazaryants. Sau 10 năm Liên Xô tan rã, Ukraine là phiên bản Olympia có tuổi đời dài thứ tư trong số các chương trình Đường lên đỉnh Olympia Hoặc Digital LG Quiz trên thế giới.
Chương trình đã khép lại sứ mệnh vào ngày 10 tháng 6 năm 2006.